# Drymonia utuanensis
Drymonia utuanensis är en tvåhjärtbladig växtart som beskrevs av Wiehler. Drymonia utuanensis ingår i släktet Drymonia och familjen Gesneriaceae. Inga underarter finns listade i Catalogue of Life.